# 재래전
재래전(在來戰, conventional warfare; CW)은 재래식 무기를 사용해 벌어지는 전쟁이다. 교전하는 양측 세력이 엄밀하게 정의되는 경향이 있으며, 화생방을 비롯한 비대칭 비정규 비재래 전술은 사용되지 않는다.
재래전의 일반적 목적은 적의 군사를 약화 또는 격멸하여 적이 재래전을 계속 수행할 수 없도록 만드는 것이다. 그 결과 적을 항복시킬 수도 있지만, 적의 전쟁 수행 의지가 유지될 경우 비정규전으로 돌입하거나 비대칭 전술을 사용해 전쟁이 계속되는 경우가 많다.

## 같이 보기
- 비대칭전
- 유격전
- 심리전
- 비재래전